# Tonnerre du Nord
Tonnerre du Nord (North Thunder en anglais, en arabe : رعد الشمال) est un exercice militaire conjoint ayant lieu du 28 février 2016 au 10 mars 2016, en Arabie saoudite, avec la participation de 20 pays arabes et islamiques membres de l'Alliance militaire islamique. Cette alliance est composée de l'Arabie saoudite, de l'Égypte, des Émirats arabes unis, de Bahreïn, de la Turquie, du Soudan, de la Jordanie, du Pakistan, du Qatar, de Koweït, du Maroc, du Tchad, des Comores, de la Tunisie, d'Oman, du Yémen, de Djibouti, des Maldives, de la Mauritanie et du Sénégal. Des médias indiquent qu'il impliquerait entre 150 000 et 250 000 soldats selon les sources, ce qui est largement exagéré selon les spécialistes en affaires militaires. 

## Effectifs impliqués
Vingt pays membres de l'Alliance militaire islamique participent aux opérations, :
- Forces armées saoudiennes
- Forces armées turques
- Forces armées pakistanaises
- Forces armées égyptiennes
- Forces armées malaisiennes
- Forces armées marocaines
- Forces armées jordaniennes
- Forces armées émiriennes
- Forces armées omanaises
- Forces armées soudanaises
- Forces armées koweïtiennes
- Forces armées bahreïnies
- Forces armées qatariennes
- Forces armées tunisiennes
- Forces armées mauritaniennes
- Armée nationale tchadienne
- Forces armées du Sénégal
- Forces armées maldiviennes
- Armée nationale de développement
- Forces armées de Djibouti